# Ангуло, Марвин
Марвин Ангуло Борбон (исп. Marvin Angulo Borbón; 30 сентября 1986, Эредия, Коста-Рика) — коста-риканский футболист, полузащитник клуба «Депортиво Саприсса» и сборной Коста-Рики.

## Клубная карьера

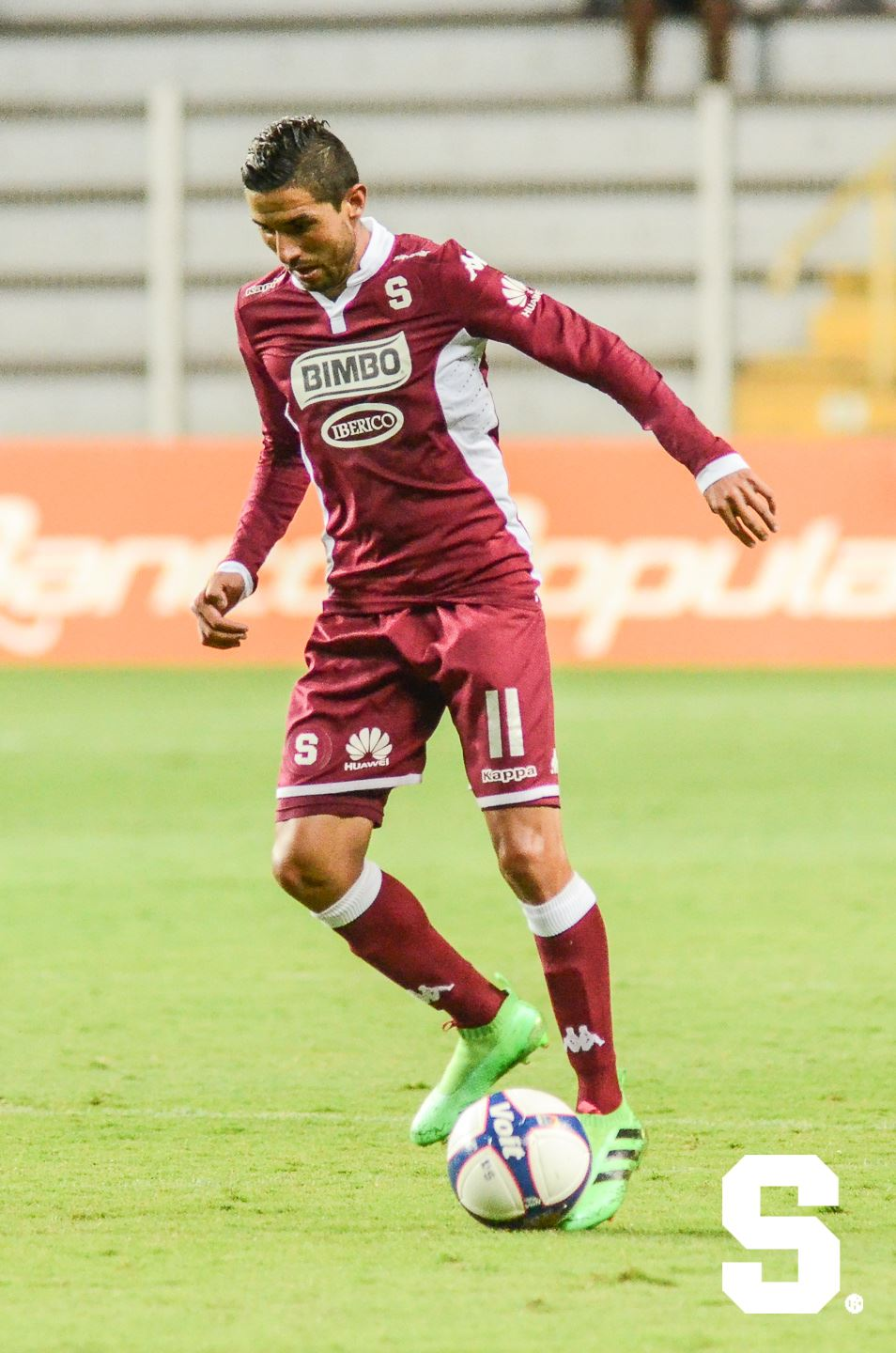
Ангуло в составе «Депортиво Саприсса»

В 2006 году Ангуло начал карьеру в клубе «Эредиано». В том же году он дебютировал в чемпионате Коста-Рики. В начале 2010 году Ангуло на правах аренды перешёл в австралийский «Мельбурн Виктори». 26 января в матче против новозеландского «Веллингтон Феникс» он дебютировал в A-Лиге. По окончании аренды Марвин вернулся в «Эридиано». В 2012 году он помог клубу выиграть чемпионат.
В начале 2013 года Ангуло перешёл в «Уругвай де Коронадо». 4 февраля в матче против «Депортиво Саприсса» он дебютировал за новую команду. 28 февраля в поединке против «Алахуэленсе» Марвин забил свой первый гол за «Уругвай де Коронадо».
В начале 2014 года Ангуло подписал контракт с «Депортиво Саприсса». 12 января в матче против «Перес-Селедон» он дебютировал за новый клуб. 10 апреля в поединке против «Сантос де Гуапилес» Марвин забил свой первый гол за «Депортиво Саприсса». В своём дебютном сезоне он стал чемпионом Коста-Рики, выиграв и летний и зимний турниры. 26 августа 2015 года в матче Лиги чемпионов КОНКАКАФ против мексиканского «Сантос Лагуна» Ангуло отметился забитым мячом. В этом же году он вновь выиграл чемпионат. В 2016 году в матчах Лиги чемпионов КОНКАКАФ против сальвадорского «Драгона» и американского «Портленд Тимберс» Марвин забил три гола. В 2016 году он в четвёртый раз стал чемпионом Коста-Рики в состав «Депортиво Саприсса».

## Международная карьера
14 января 2008 года в товарищеском матче против сборной Швеции Ангуло дебютировал за сборную Коста-Рики. В 2017 году Марвин принял участие в Центральноамериканском кубке. На турнире он сыграл в матчах против команд Сальвадора, Белиза, Гондураса и Панамы.

## Достижения
Командные
 «Эредиано»
- Чемпионат Коста-Рики по футболу — Лето 2012

 «Депортиво Саприсса»
- Чемпионат Коста-Рики по футболу — Лето 2014
- Чемпионат Коста-Рики по футболу — Зима 2014
- Чемпионат Коста-Рики по футболу — Зима 2015
- Чемпионат Коста-Рики по футболу — Зима 2016